# الحسن بدر الدين بن عبد الله
الحسن بدر الدين بن عبد الله كان الداعي الإسماعيلي الطيبي السابع عشر المطلق اليمن حسب تاريخ اليمن. خلف والده عبد الله فخر الدين في عام 1407، وظل في المنصب حتى وفاته في عام 1418، عندما خلفه شقيقه علي شمس الدين الثاني.

## الحياة
وتولى الحسن بدر الدين الداعي المطلق سنة 809هـ  / 1345 م. وكانت مدة دعوته من سنة 809-821هـ (1406-1418م) مدة نحو اثنتي عشرة سنة هجرية وسبعة وعشرين يومًا.

## الوفاة
ويوجد قبر الداعي مع قبور الداعيين الرابع عشر والسادس عشر في حصن ذمارمر في اليمن، على قمة التل. الساحة الصغيرة فيها قبر نوباهم (مآذينهم). وعلى قمة التل لا تزال آثار مسجد السلطان علي بن حاتم وبعض المباني وخزانات المياه موجودة. وقد قاد صلاة الجنازة لسيدنا الحسن ابنه سيدنا إدريس عماد الدين.

## الخلافة
وخلفه الداعي سيدنا الثامن عشر علي شمس الدين الثاني ابن الداعي سيدنا السادس عشر عبد الله فخر الدين. وقد خلفه ابنه الداعي الثامن عشر بصفته الداعي سيدنا التاسع عشر إدريس عماد الدين.

## معرض الصور

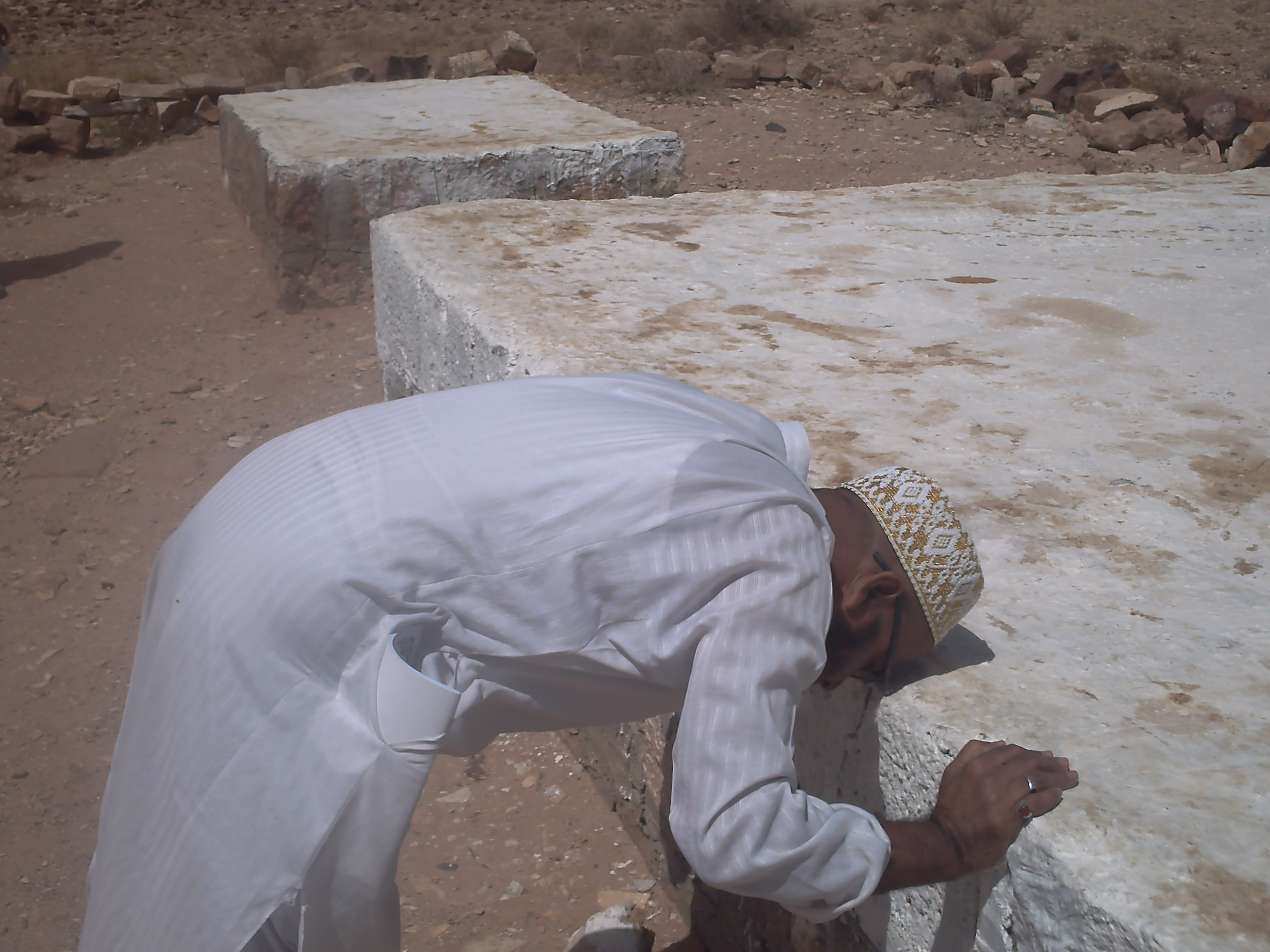
مقابر الدعاة الرابع عشر والسادس عشر والسابع عشر (في المقدمة)، حصن ذمارمر، اليمن
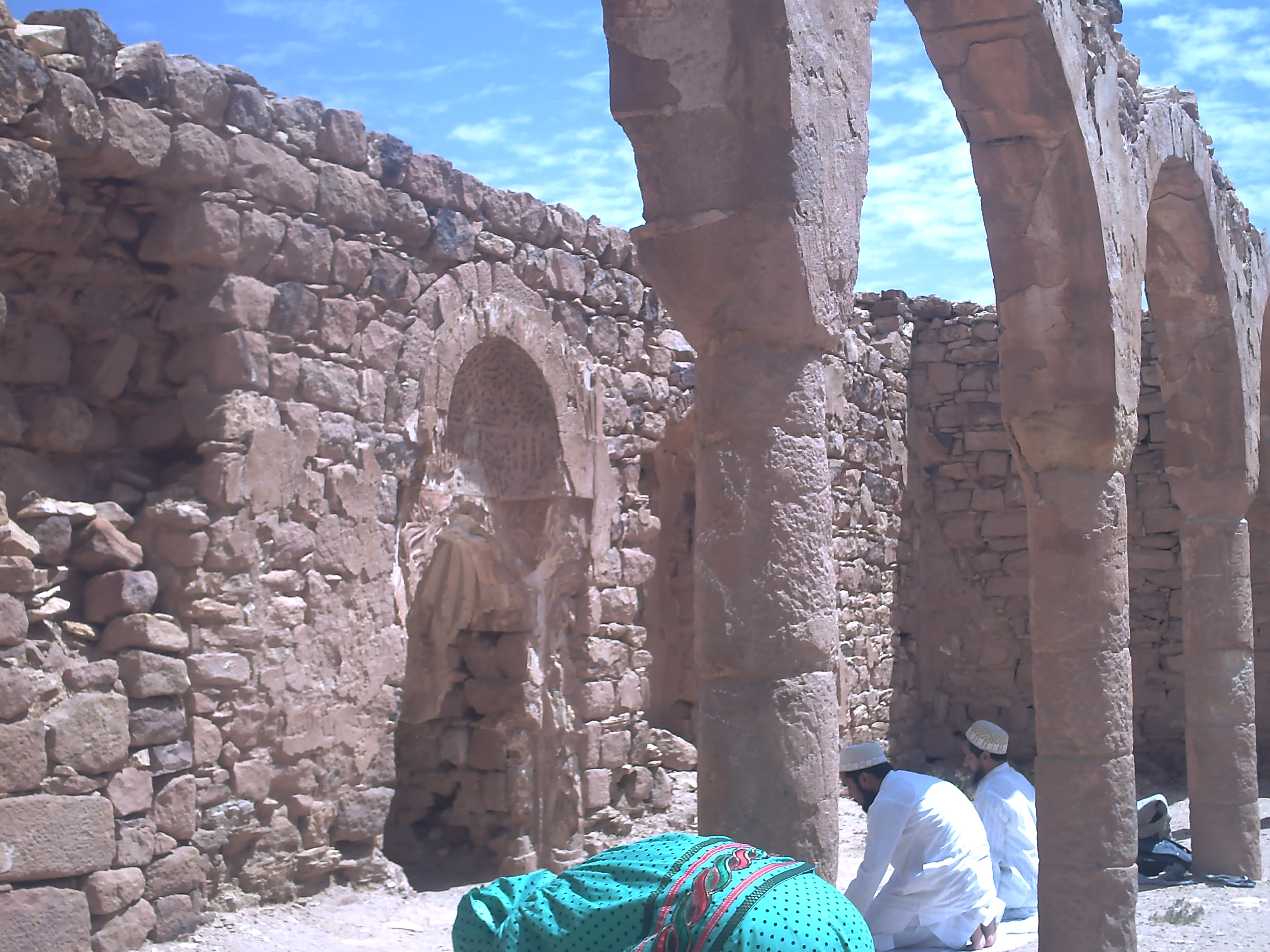
مسجد الأقدم، [4] مسجد الداعي في حصن ذيمارمار
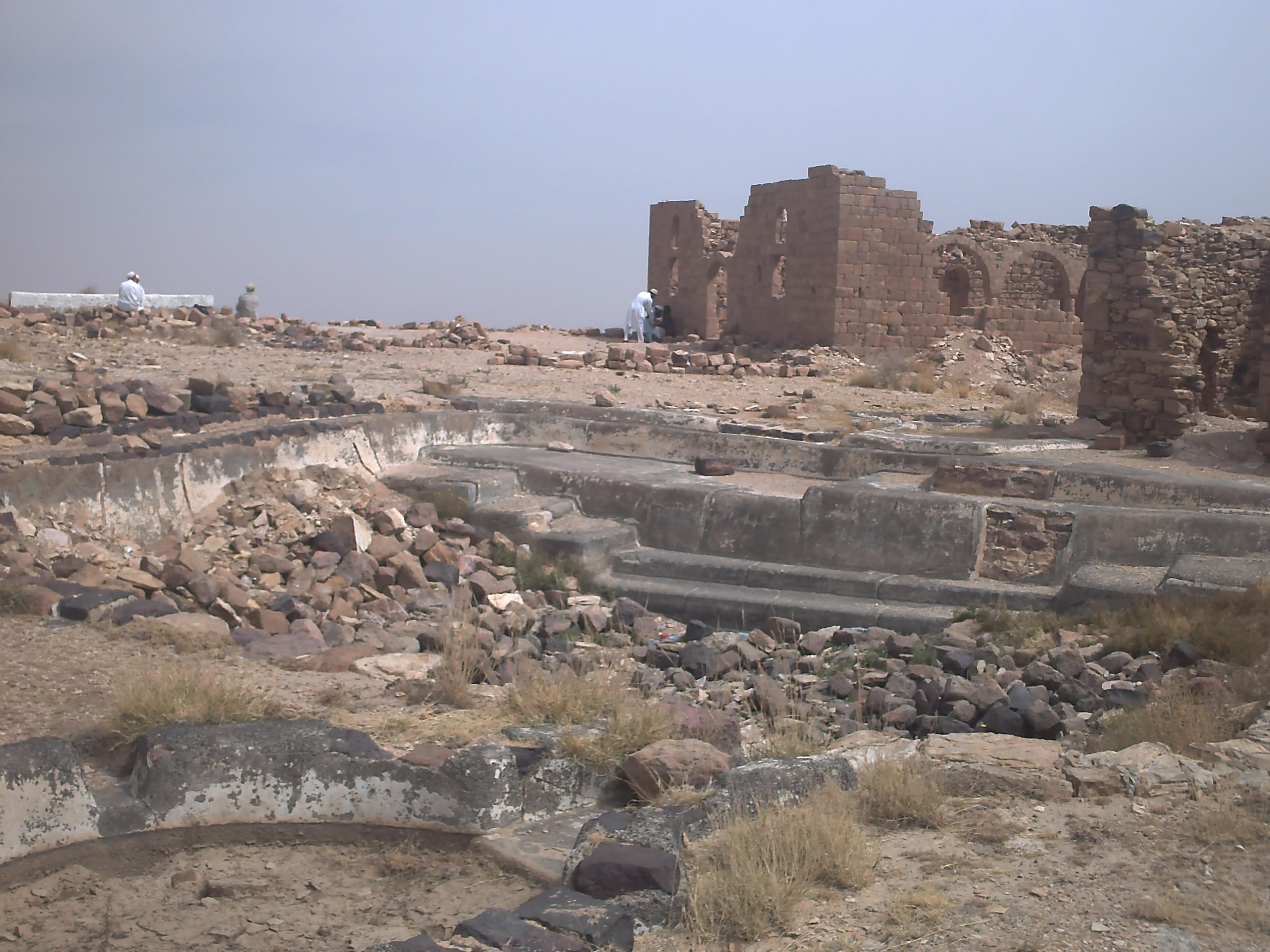
أطلال مسجد القبر والبركة وما إلى ذلك على قمة التل